# Olpium caputi
Espèce
Olpium caputi est une espèce de pseudoscorpions de la famille des Olpiidae.

## Distribution
Cette espèce est endémique des îles de la Société en Polynésie française. Elle se rencontre à Tahiti vers 1 450 m d'altitude sur le mont Marau.

## Description
La femelle holotype mesure 2,28 mm

## Systématique et taxinomie
Cette espèce a été décrite par Krajčovičová et Christophoryová en 2024.

## Étymologie
Cette espèce est nommée en l'honneur de Zuzana Čaputová.

## Publication originale
(juin 2024).
- Krajčovičová, Ramage, Jacq & Christophoryová, 2024 : « Pseudoscorpions (Arachnida, Pseudoscorpiones) from French Polynesia with first species records and description of new species. » ZooKeys, vol. 1192, p. 29–43 (texte intégral).